# Jane Elsa Duncan
Jane Duncan (7 de julio de 1953) es una arquitecta británica que trabaja en Buckinghamshire.
Fue elegida presidente del Real Instituto de Arquitectos Británicos (RIBA) en agosto de 2014. Aunque obtuvo el 52% de los votos, su elección tuvo lugar con una participación electoral muy baja. Tomó posesión del cargo el 1 de septiembre de 2015. Ha sido responsable de Igualdad y Diversidad dentro del RIBA y antes de ser presidente, fue vicepresidente de práctica profesional entre 2007 y 2013.
Tras estudiar en la Queen Elizabeth’s Girls’ Grammar School, en Barnet, Duncan se formó en la Escuela de Arquitectura Bartlett University College de Londres en los 1970s.
Es directora de la firma Jane Duncan Architects, que fundó en 1992.